# 加藤昭二
加藤 昭二（かとう しょうじ、1934年 - ）は、日本のアニメーション音響効果技師。

## 履歴・人物
- 石田（イシダ）サウンドプロダクション（現フィズサウンドクリエイション）に所属していたが、1977年1月1日に株式会社アニメサウンドプロダクションを設立した。
- 『おらぁグズラだど』以来タツノコプロ作品の大半に参加しており、その流れからアニメサウンド設立当初は『ポールのミラクル大作戦』からのタツノコプロ作品を主に担当。ぴえろ・葦プロダクション・マッドハウス・東京ムービー（現：トムス・エンタテインメント）・グループ・タック作品を担当することが多く、藤山房伸、清水勝則などの音響監督と組むことが多い。
- 『新造人間キャシャーン』のフレンダーの声も担当していた。

## 作品リスト

### テレビアニメ
1976年
- ポールのミラクル大作戦

1977年
- 一発貫太くん
- ヤッターマン（第1作）

1978年
- 科学忍者隊ガッチャマンII

1979年
- 科学忍者隊ガッチャマンF
- ゼンダマン

1980年
- タイムパトロール隊オタスケマン
- とんでも戦士ムテキング
- 森の陽気な小人たちベルフィーとリルビット

1981年
- 海底大戦争 愛の20,000マイル
- ゴールドライタン ※#29以降は佐々木純一と共同担当
- ダッシュ勝平
- ヤットデタマン

1982年
- 逆転イッパツマン
- ときめきトゥナイト
- 魔法のプリンセス ミンキーモモ

1983年
- 伊賀野カバ丸
- イタダキマン ※クレジットされるのは#1（#2以降は佐々木純一）
- パソコントラベル探偵団
- 魔法の天使クリィミーマミ ※クレジットされるのは#1・2（#3以降は佐々木純一）
- 未来警察ウラシマン

1984年
- OKAWARI-BOY スターザンS
- よろしくメカドック

1985年
- 炎のアルペンローゼ ジュディ&ランディ ※クレジットされるのは#1（#2以降は佐々木純一と野口透）
- タッチ

1987年
- 陽あたり良好!

1988年
- おそ松くん（第2作）

1989年
- T・Pぼん ※名前を「昭司」とクレジット表記
- 昆虫物語 みなしごハッチ（リメイク版）
- 獣神ライガー

1990年
- 雲のように風のように
- 平成天才バカボン
- ロビンフッドの大冒険

1991年
- おれは直角
- 魔法のプリンセス ミンキーモモ 夢を抱きしめて
- 丸出だめ夫

1992年
- コボちゃん
- 幽☆遊☆白書

1995年
- 飛べ!イサミ
- NINKU -忍空-
- モジャ公

1996年
- みどりのマキバオー

1997年
- アニメがんばれゴエモン

1998年
- スーパードール★リカちゃん
- たこやきマントマン

1999年
- ごぞんじ!月光仮面くん

2000年
- 真・女神転生デビチル
- タイムボカン2000 怪盗きらめきマン
- 陽だまりの樹

2001年
- 格闘料理伝説ビストロレシピ
- キャプテン翼（平成版）
- Cosmic Baton Girl コメットさん☆

2002年
- 満月をさがして

2003年
- 一騎当千
- ふたつのスピカ

2005年
- アイシールド21
- アニマル横町
- だめっこどうぶつ

2006年
- 彩雲国物語

2008年
- チーズスイートホーム
- ヤッターマン（第2作） ※鋤柄務と共同担当

2010年
- ギャラクシーレーサー スキャン2ゴー ※鋤柄務と共同担当
- さらい屋 五葉 ※古宮理恵と共同担当

### OVA
1985年
- 魔法のプリンセス ミンキーモモ 夢の中の輪舞

1986年
- 活劇少女探偵団
- 傷追い人 ※OVA全5作の内、第1作の効果担当は「福島幸雄」

1987年
- JUNK BOY

1989年
- がきデカ

1992年
- のぞみウィッチィズ

1993年
- MINKY MOMO IN 夢にかける橋

1994年
- MINKY MOMO IN 旅だちの駅

2000年
- KIRARA

### 劇場アニメ
1987年
- チロヌップのきつね

2002年
- アテルイ
- 夢かける高原 清里の父 ポール・ラッシュ

2004年
- 雲のむこう、約束の場所

2007年
- 秒速5センチメートル ※鋤柄務と共同担当

2008年
- パッテンライ!! 〜南の島の水ものがたり〜 ※野口透、鋤柄務と共同担当

2009年
- 劇場版 ヤッターマン 新ヤッターメカ大集合! オモチャの国で大決戦だコロン! ※野口透、鋤柄務と共同担当

### ゲーム
1998年
- 私立ジャスティス学園 LEGION OF HEROES